# Rogelio Antonio
Rogelio Antonio Jr. (ur. 19 lutego 1962) – filipiński szachista, arcymistrz od 1993 roku.

## Kariera szachowa
Od końca lat 80. XX wieku należy do ścisłej czołówki filipińskich szachistów, pomiędzy 1988 a 2006 rokiem uczestnicząc we wszystkich w tym okresie rozegranych dziesięciu szachowych olimpiadach. W roku 1999 wystąpił w pucharowym turnieju o mistrzostwo świata, przegrywając w II rundzie z Władimirem Akopjanem. W tym samym roku zdobył w Quezon City tytuł indywidualnego mistrza Filipin, natomiast w 2001 w finałowym turnieju zajął II m, (za Eugenio Torre).
Do innych indywidualnych sukcesów Rogelio Antonio Jr. należą m.in. II m. w Bacolod (1991, za Ye Rongguangiem), dz. II m. w Biel (1991, turniej mieszany, za Danielem Cámporą, wspólnie z Pią Cramling), dz. II m. w Sydney (1991, za Ľubomírem Ftáčnikiem, wspólnie z Ianem Rogersem), II m. w Genting Highlands (1995, turniej strefowy, za Ututem Adianto), I m. w Greenhills (1997, przed Aleksandrem Wojtkiewiczem), dz. I m. w Rangunie (1998, turniej strefowy, wspólnie z m.in. U.Adianto), dz. III m. na Hawajach (1998, za Borisem Gulko i I.Rogersem, wspólnie z Talem Shakedem, Joelem Benjaminem i Maurice’em Ashleyem), dz. III m. w Vũng Tàu (2000, turniej strefowy, za Đào Thiên Hải i Buenaventurą Villamayorem, wspólnie z m.in. Rico Mascarinasem i U.Adianto), dz. II m. w Ho Chi Minh (2003, turniej strefowy, za Ronaldem Dableo, wspólnie z Markiem Paraguą), I m. w Bangkoku oraz II m. w Kuala Lumpur (2005, za Wang Hao).
W 2009 r. wystąpił w turnieju o Puchar Świata, w I rundzie przegrywając z Gatą Kamskim.
Najwyższy ranking w karierze osiągnął 1 stycznia 2011 r., z wynikiem 2589 punktów zajmował wówczas 2. miejsce (za Wesleyem So) wśród filipińskich szachistów.